# 3 Pułk Artylerii Motorowej
3 Pułk Artylerii Lekkiej Motorowej (3 palmot.) – oddział artylerii Polskich Sił Zbrojnych.

## Formowanie i zmiany organizacyjne
Od 11 czerwca do 20 września 1943 roku I dywizjon 1 Pułku Artylerii Lekkiej pod dowództwem ppłk. Karola Maresch był przydzielony do Brygady Wsparcia 1 Dywizji Pancernej na okres koncentracji letniej.
Na podstawie rozkazu Naczelnego Wodza L.dz. 1210/Tjn.Org.43 z 21 września 1943 roku i rozkazu dziennego Nr 63 dowódcy 2 Dywizji Grenadierów Pancernych (Kadrowej) z 18 listopada 1943 roku dotychczasowy 1 Pułk Artylerii Lekkiej został przemianowany na 3 Pułk Artylerii Motorowej (Kadrowy).
W maju 1944 roku, w wyniku dalszej redukcji 2 Dywizji Grenadierów Pancernych (Kadrowej), oddział przeformowany został w pułk artylerii o składzie mieszanym:
- Dowództwo 3 pułku artylerii motorowej
- I dywizjon 3 pułku artylerii motorowej
- I dywizjon 2 pułku artylerii przeciwlotniczej lekkiej
- I dywizjon 2 pułku artylerii przeciwpancernej

W lutym 1945 roku na bazie pułku rozpoczęto organizację artylerii 4 Dywizji Piechoty, w składzie:
- Kwatera Główna
- bateria sztabowa
- 3 pułk artylerii lekkiej motorowej (13 pułk artylerii lekkiej)
- 14 pułk artylerii lekkiej
- 15 pułk artylerii lekkiej
- 4 pułk artylerii przeciwpancernej
- 4 pułk artylerii przeciwlotniczej lekkiej
- dywizjon zwalczania moździerzy

## Organizacja pułku w 1945 roku
- Dowództwo
- I dywizjon
- II dywizjon
- III dywizjon

Każdy dywizjon składał się z dwóch baterii po cztery 87,6 mm armatohaubice.

## Dowódcy pułku
- ppłk art. Stanisław Bronikowski (od 29 X 1943[4])
- ppłk dypl. Olgierd Giedroyć (1945)
- ppłk art. Władysław Passendorfer (1945)